# Lachlan (Vorname)
Lachlan ist ein männlicher Vorname, der aus dem irischen und schottisch-gälischen Sprachraum stammt und im englischsprachigen Raum verbreitet ist. Eine Varianten des Namens sind Lochlan, Lochlann und Lochlainn.
Während der Name an seinen Ursprungsorten Schottland und Irland heutzutage eher selten vergeben wird, verzeichnet er seit den 1990er Jahren in Australien und Neuseeland eine große Beliebtheit. Seit den 2000er Jahren ist Lachlan in Australien fast in jedem Jahr unter den zehn am häufigsten vergebenen Vornamen vertreten.

## Namensträger
- Lachlan Buchanan (* 1990), australischer Schauspieler
- John Lachlan Cope (1893–1947), britischer Mediziner und Polarforscher
- Lachlan Dreher (* 1967), australischer Hockeyspieler
- Lachlan Frear (* 1996), neuseeländischer Eishockeyspieler
- Lachlan Macquarie (1762–1824), schottischer Gouverneur und Entdecker
- Lachlan Macruarie († nach 1306), schottischer Adliger
- Lachlan Morton (* 1992), australischer Radrennfahrer
- Lachlan Murdoch (* 1971), US-amerikanischer Unternehmer
- Lachlan Norris (* 1987), australischer Radrennfahrer
- Lachlan Pendragon (* 1996), australischer Filmemacher
- Lachlan Tame (* 1988), australischer Kanute
- Lachlan Watson (* 2001), US-amerikanischer Schauspieler

Lochlann
- Lochlann (Galloway), Lord of Galloway (* vor 1150; † 1200 in Northampton)

Lochlainn
- Lochlainn O’Raifeartaigh (1933–2000), irischer theoretischer Physiker und Politiker